# 1936
1936. је била преступна година.

## Догађаји

### Јануар
- 20. јануар — Британски краљ Џорџ V умире, а његов најстарији син наслеђује престо као краљ Едвард VIII. Титула Принц од Велса не користи се следеће 22 године.

### Фебруар
- 16. фебруар — На парламентарним изборима у Шпанији победио Народни фронт, коалиција социјалиста, комуниста, републиканаца и других мањих партија.
- 26. фебруар — Адолф Хитлер у Немачкој отворио прву фабрику за производњу „народног возила”, „фолксваген”.

### Март
- 7. март — Уласком војске у демилитаризовану Рајнску област Немачка је демонстративно прекршила споразуме из Локарна и Версајски мир закључене после Првог светског рата.

### Април
- 4. април — У Београду, првог дана генералног штрајка студената Београда, Загреба, Љубљане, Скопља и Суботице против фашизације земље и Владе Милана Стојадиновића, у сукобу студената-комуниста са члановима националистичке организације Орјуна у згради Медицинског факултета убијен је студент права и члан КПЈ Жарка Маринковића (1911—1936). У знак сећања на овај догађај, 4. април се обележава као Дан студената Београдског универзитета.

### Јул
- 17. јул — Војним пучем у Мелији у Шпанском Мароку против недавно изабране левичарске владе Народног фронта премијера Мануела Асање у Шпанији је почео Шпански грађански рат.

### Август
- 1. август — Почеле XI Летње олимпијске игре, у Берлину.
- 4. август — Премијер Грчке Јоанис Метаксас је суспендовао парламент и устав и успоставио Четвртоавгустовски режим.
- Од 10. августа до 26. августа одржан је шаховски турнир у Нотингему, Енглеска. Победник турнира је био Михаил Ботвиник.

### Октобар
- 11. октобар — Основана корпорација „Уралвагонзавод“

### Новембар
- 25. новембар — Немачка и Јапан су потписале Антикоминтерна пакт којим су се обавезале на борбу против ширења комунизма.

### Децембар
- 10. децембар — Британски краљ Едвард VIII потписује документе којима потврђује своју абдикацију, у присуству своја три брата, војводе од Јорка, војводе од Глостера и војводе од Кента.
- 11. децембар — Британски парламент доноси Закон о проглашењу абдикације Његовог Величанства из 1936. године у име Уједињеног Краљевства, Аустралије, Новог Зеланда и Јужне Африке. Краљ извршава свој последњи чин суверена давањем Краљевске сагласности на закон, а његов брат принц Алберт, војвода од Јорка, постаје краљ, владајући под именом Џорџ VI.
- 12. децембар — Маршал Џанг Сјуељанг је ухапсио кинеског генералисимуса Чанг Кај Шека.
- Википедија:Непознат датум — Основан Београдски зоолошки врт.

## Рођења

### Јануар
- 1. јануар — Вили Вајт, америчка атлетичарка (прем. 2007)
- 2. јануар — Милан Вукелић, српски фудбалер (прем. 2012)
- 8. јануар — Божидар Шујица, српски песник
- 19. јануар — Махмут Бакали, друштвено-политички радник СФР Југославије, СР Србије и САП Косова (прем. 2006)
- 22. јануар — Предраг Живковић Тозовац, српски певач (прем. 2021)
- 28. јануар — Алан Алда, амерички глумац, редитељ, сценариста, продуцент, комичар и писац

### Фебруар
- 3. фебруар — Светислав Вуковић, српски радијски и ТВ водитељ, новинар и текстописац (прем. 2019)
- 11. фебруар — Берт Рејнолдс, амерички глумац, редитељ и продуцент (прем. 2018)
- 12. фебруар — Џо Дон Бејкер, амерички глумац
- 16. фебруар — Фернандо Соланас, аргентински редитељ, сценариста и политичар (прем. 2020)
- 17. фебруар — Џим Браун, амерички глумац и играч америчког фудбала (прем. 2023)
- 19. фебруар — Фредерик Зајдел, амерички песник

### Март
- 5. март — Дин Стоквел, амерички глумац (прем. 2021)
- 5. март — Канан Банана, методистички свештеник и први председник Зимбабвеа (прем. 2003)
- 10. март — Сеп Блатер, швајцарски фудбалски функционер, 8. председник ФИФА
- 19. март — Урзула Андрес, швајцарска глумица и модел
- 20. март — Ли Пери, јамајкански реге музичар и музички продуцент (прем. 2021)
- 28. март — Марио Варгас Љоса, перуански књижевник, новинар, есејиста и политичар, добитник Нобелове награде за књижевност (2010) (прем. 2025)

### Април
- 9. април — Валери Соланас, америчка књижевница и феминисткиња, позната по покушају убиства Ендија Ворхола († 1988)
- 9. април — Љубомир Ћипранић, српски глумац (прем. 2010)
- 15. април — Ремон Пулидор, француски бициклиста (прем. 2019)
- 16. април — Шабан Бајрамовић, српски певач, познат као Краљ ромске музике (прем. 2008)
- 21. април — Василија Радојчић, српска певачица (прем. 2011)
- 23. април — Рој Орбисон, амерички музичар (прем. 1988)
- 24. април — Акваси Африфа, гански политичар (прем. 1979)
- 28. април — Борислав Боро Алексић, српски графичар, сликар и ликовни педагог
- 29. април — Зубин Мехта, индијски диригент

### Мај
- 2. мај — Норма Алеандро, аргентинска глумица
- 3. мај — Младен Недељковић Млађа, српски глумац (прем. 2005)
- 7. мај — Иван Јагодић, српски глумац (прем. 2010)
- 9. мај — Алберт Фини, енглески глумац (прем. 2019)
- 9. мај — Гленда Џексон, енглеска глумица и политичарка (прем. 2023)
- 17. мај — Денис Хопер, амерички глумац, редитељ, сценариста, фотограф и уметник (прем. 2010)
- 27. мај — Иво Брешан, хрватски књижевник, драматург и сценариста (прем. 2017)
- 27. мај — Сенка Велетанлић, српска певачица и глумица
- 27. мај — Луј Госет Млађи, амерички глумац (прем. 2024)

### Јун
- 1. јун — Беким Фехмију, југословенски глумац (прем. 2010)
- 4. јун — Брус Дерн, амерички глумац
- 17. јун — Кен Лоуч, енглески редитељ и сценариста
- 22. јун — Крис Кристоферсон, амерички музичар и глумац (прем. 2024)

### Јул
- 8. јул — Габи Новак, хрватска певачица (прем. 2025)
- 15. јул — Џорџ Војнович, амерички политичар и сенатор (прем. 2016)
- 30. јул — Бади Гај, амерички блуз музичар

### Август
- 1. август — Ив Сен Лоран, француски модни дизајнер (прем. 2008)
- 4. август — Миленко Матицки, српски новинар и књижевник (прем. 2001)
- 5. август — Џон Саксон, амерички глумац (прем. 2020)
- 6. август — Дражан Јерковић, хрватски фудбалер и фудбалски тренер (прем. 2008)
- 18. август — Роберт Редфорд, амерички глумац, редитељ и продуцент
- 20. август — Алис и Елен Кеслер, немачке близнакиње певачице, плесачице и глумице
- 21. август — Вилт Чејмберлен, амерички кошаркаш и кошаркашки тренер (прем. 1999)
- 26. август — Бенедикт Андерсон, професор на Корнел универзитету, писац националистичке литературе
- 29. август — Џон Макејн, амерички политичар и сенатор (прем. 2018)

### Септембар
- 7. септембар — Бади Холи, амерички музичар (прем. 1959)
- 20. септембар — Божидар Смиљанић, хрватски глумац и писац (прем. 2018)
- 29. септембар — Силвио Берлускони, италијански бизнисмен и политичар (прем. 2023)

### Октобар
- 6. октобар — Бети Јурковић, хрватска певачица
- 9. октобар — Јелена Генчић, српска рукометашица, тенисерка и тениска тренеркиња (прем. 2013)
- 17. октобар — Хазем ел Беблави, египатски политичар, премијер Египта (2013—2014)
- 19. октобар — Тони Ло Бјанко, амерички глумац (прем. 2024)
- 24. октобар — Бил Вајман, енглески музичар, басиста групе

### Новембар
- 3. новембар — Рој Емерсон, аустралијски тенисер
- 5. новембар — Уве Зелер, немачки фудбалер (прем. 2022)
- 9. новембар — Михаил Таљ, совјетски и летонски шахиста (прем. 1992)
- 19. новембар — Љубиша Самарџић, српски глумац, редитељ и продуцент (прем. 2017)
- 23. новембар — Драгослав Лазић, српски редитељ и сценариста (прем. 2024)

### Децембар
- 1. децембар — Фрањо Јурчец, хрватски глумац
- 6. децембар — Петер Биргер, немачки теоретичар књижевности
- 8. децембар — Дејвид Карадин, амерички глумац, редитељ и продуцент (прем. 2009)
- 15. децембар — Ирена Просен, словеначка глумица
- 22. децембар — Хектор Елизондо, амерички глумац
- 22. децембар — Бранислав Михајловић, српски фудбалер (прем. 1991)
- 23. децембар — Фредерик Форест, амерички глумац (прем. 2023)
- 28. децембар — Александар Ђокић, српски архитекта (прем. 2002)
- 29. децембар — Мери Тајлер Мур, америчка глумица (прем. 2017)

## Смрти

### Јануар
- 18. јануар — Радјард Киплинг, енглески књижевник
- 20. јануар — Џорџ V, британски краљ
- 23. јануар — Теодор Тарановски, руски историчар и правник.

### Фебруар
- 26. фебруар — Такахаши Корекијо, јапански политичар
- 26. фебруар — Саито Макото, јапански адмирал
- 27. фебруар — Иван Павлов, руски психолог
- 28. фебруар — Шарл Никол, француски бактериолог

### Март
- 11. март — Дејвид Бити, британски адмирал
- 18. март — Елефтериос Венизелос, грчки политичар
- 21. март — Александар Глазунов, руски композитор

### Април
- 4. април — Жарко Мариновић, студент права и члан КПЈ (*1911)
- 8. април — Роберт Барањ, аустријски лекар
- 28. април — Фуад I, египатски краљ

### Мај
- 8. мај — Освалд Шпенглер, немачки филозоф

### Јун
- 18. јун — Максим Горки, руски књижевник
- 28. јун — Александар Беркман, руски анархиста

### Јул
- 24. јул — Георг Михаелис, немачки политичар

### Август
- 1. август — Луј Блерио, француски пилот и конструктор авиона
- 15. август — Грација Делада, италијанска књижевница
- 19. август — Федерико Гарсија Лорка, шпански књижевник
- 25. август — Лав Камењев, совјетски политичар
- 25. август — Григориј Зиновјев, совјетски политичар

### Септембар
- 16. септембар — Карл Буреш, аустријски политичар. (* 1878)

### Октобар
- 6. октобар — Ђула Гембеш, мађарски политичар

### Новембар
- 20. новембар — Буенавентура Дурути, шпански револуционар и анархиста. (* 1896)
- 20. новембар — Хозе Антонио Примо де Ривера, шпански политичар

### Децембар
- 10. децембар — Луиђи Пирандело, италијански књижевник
- 27. децембар — Ханс фон Сект, немачки генерал

## Нобелове награде
- Физика — Виктор Франц Хес и Карл Дејвид Андерсон
- Хемија — Петрус Јозефус Вилхелмус Деби
- Медицина — Сер Хенри Халет Дејл и Ото Леви
- Књижевност — Јуџин О’Нил
- Мир — Карлос Сааведра Ламас (Аргентина)
- Економија — Награда у овој области почела је да се додељује 1969. године